# Колібрі-шаблекрил еквадорський
Колі́брі-шаблекри́л еквадорський (Campylopterus villaviscensio) — вид серпокрильцеподібних птахів родини колібрієвих (Trochilidae). Мешкає в Андах.

## Опис

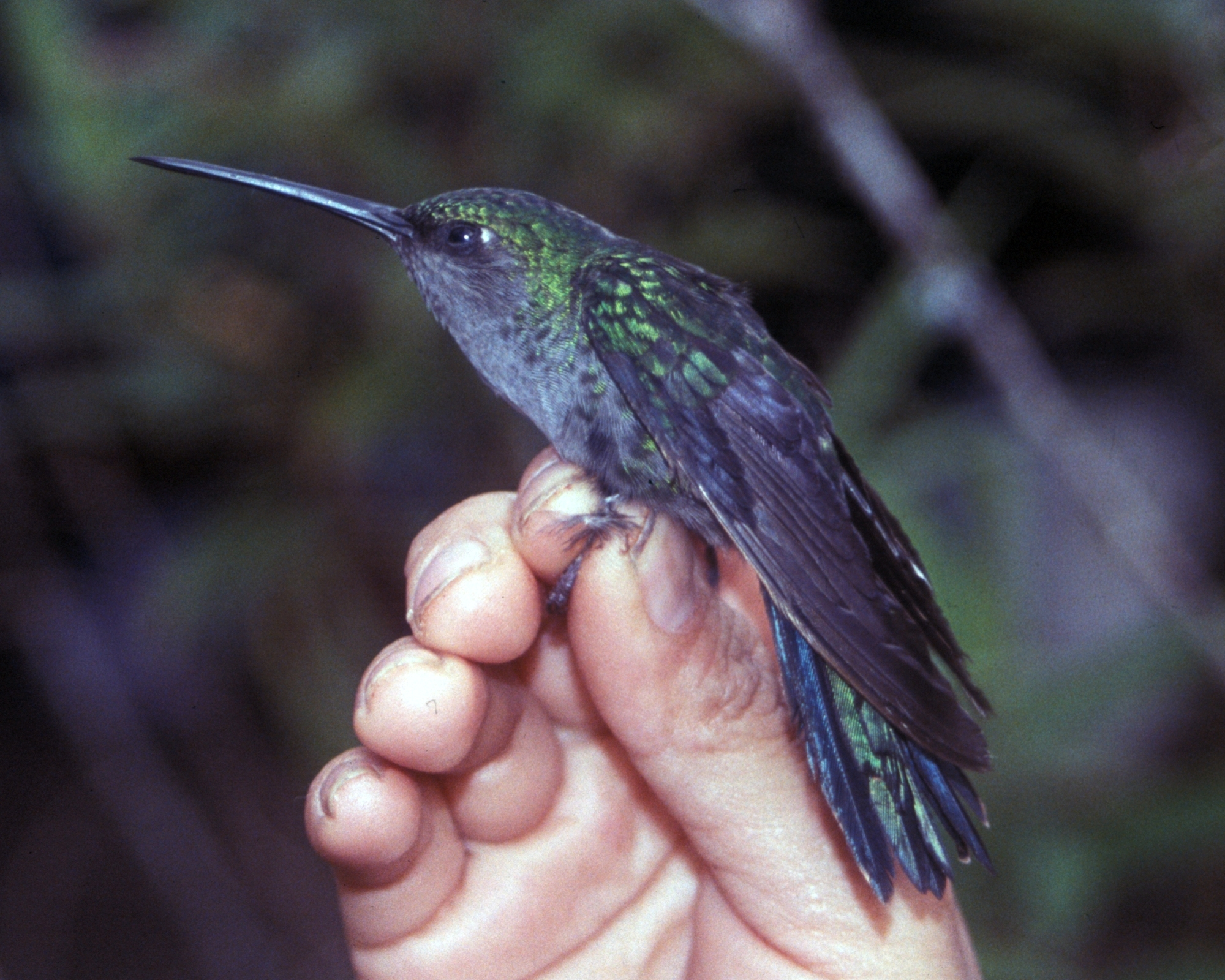
Самиця еквадорського колібрі-шаблекрила

Довжина птаха становить 11,5 см. У самців тім'я блискуче, смарагдово-зелене, решта верхньої частини тіла зелена, блискуча. За очима невеликі білі плями. Голова і груди фіолетово-сині, блискучі, живіт сірий, поцяткований зеленими круглими плямами. Хвіст сталево-синій, центральні стернові пера зелені, металево-блискучі. У самиць верхня частина тіла зелена, блискуча, відблиск на потилиці більш виражений. Нижня частина тіла рівномірно сіра. Хвіст такий, як у самців, однак крайні стернові пера мають білі кінчики. Дзьоб відносно довгий, прямий. довжиною 28 мм.

## Поширення і екологія
Еквадорські колібрі-шаблекрили мешкають в Андах на півдні Колумбії, в Еквадорі і на північному сході Перу. Вони живуть у вологих гірських і карликових тропічних лісах, на узліссях, в заростях на берегах водойм, на висоті від 1050 до 1500 м над рівнем моря. Живляться нектаром геліконій, бромелієвих та інших квітів, а також комахами, яких ловлять в польоті.